# Burundi aux Jeux olympiques d'été de 2020
Le Burundi participe aux Jeux olympiques d'été de 2020 à Tokyo. Il s'agit de leur 7e participation aux Jeux d'été.

## Athlètes engagés
| Sport      | Hommes | Femmes | Total |
| ---------- | ------ | ------ | ----- |
| Athlétisme | 2      | 1      | 3     |
| Boxe       | 0      | 1      | 1     |
| Natation   | 1      | 1      | 2     |
| Total      | 3      | 3      | 6     |

## Résultats

### Athlétisme
Francine Niyonsaba, médaillée d'argent aux jeux de Rio sur 800m, est atteinte de "différences de développement sexuel" et la fédération mondiale d'athlétisme décide de la priver de compétition conformément à un nouveau règlement établi en 2019 sur toutes les distance entre 400m et un mile; elle décide alors de s’aligner sur les distances de fond en 5000 et 10000 m. Elle parvient à valider son ticket pour les JO en 5000 m avec un nouveau record national à 14min54s38 au meeting de Montreuil le 1er juin 2021 ; dix jours plus tard, elle termine sixième en 10000m au meeting d'Hengelo aux Pays-Bas avec un temps de 31min08, soit 17 secondes en dessous des minima.
Le marathonien Olivier Irabaruta est lui aussi qualifié pour Tokyo.
| Athlète            | Épreuve           | Séries        | Séries       | Demi-finales | Demi-finales | Finale            | Finale   |
| Athlète            | Épreuve           | Temps         | Rang         | Temps        | Rang         | Temps             | Rang     |
| ------------------ | ----------------- | ------------- | ------------ | ------------ | ------------ | ----------------- | -------- |
| Eric Nzikwinkunda  | 800 m masculin    | 1 min 47 s 97 | 6e           | Éliminé      | Éliminé      | Éliminé           | Éliminé  |
| Olivier Irabaruta  | Marathon masculin | Non disputé   | Non disputé  | Non disputé  | Non disputé  | 2 h 17 min 44 s   | 39e      |
| Francine Niyonsaba | 5 000 m féminin   | Disqualifiée  | Disqualifiée | Non disputé  | Non disputé  | Éliminée          | Éliminée |
| Francine Niyonsaba | 10 000 m féminin  | Non disputé   | Non disputé  | Non disputé  | Non disputé  | 30 min 41 s 93 NR | 5e       |

### Boxe
| Athlète             | Catégorie               | 1/16e de finale     | 1/8e de finale          | Quart de finale     | Demi-finale         | Finale              | Rang     |
| Athlète             | Catégorie               | Adversaire Résultat | Adversaire Résultat     | Adversaire Résultat | Adversaire Résultat | Adversaire Résultat | Rang     |
| ------------------- | ----------------------- | ------------------- | ----------------------- | ------------------- | ------------------- | ------------------- | -------- |
| Ornella Havyarimana | Mouches femmes (-51 kg) | Exemptée            | Radovanović Défaite 0-5 | Éliminée            | Éliminée            | Éliminée            | Éliminée |

### Natation
| Athlète             | Épreuve                   | Séries  | Séries | Demi-finales | Demi-finales | Finale   | Finale   |
| Athlète             | Épreuve                   | Temps   | Rang   | Temps        | Rang         | Temps    | Rang     |
| ------------------- | ------------------------- | ------- | ------ | ------------ | ------------ | -------- | -------- |
| Belly-Cresus Ganira | 100 m nage libre masculin | 54 s 33 | 64e    | Éliminé      | Éliminé      | Éliminé  | Éliminé  |
| Odrina Kaze         | 50 m nage libre féminin   | 33 s 39 | 79e    | Éliminée     | Éliminée     | Éliminée | Éliminée |